# Eunica noerina
Eunica noerina är en fjärilsart som beskrevs av Hall 1935. Eunica noerina ingår i släktet Eunica och familjen praktfjärilar. Inga underarter finns listade i Catalogue of Life.